# 白沙溪

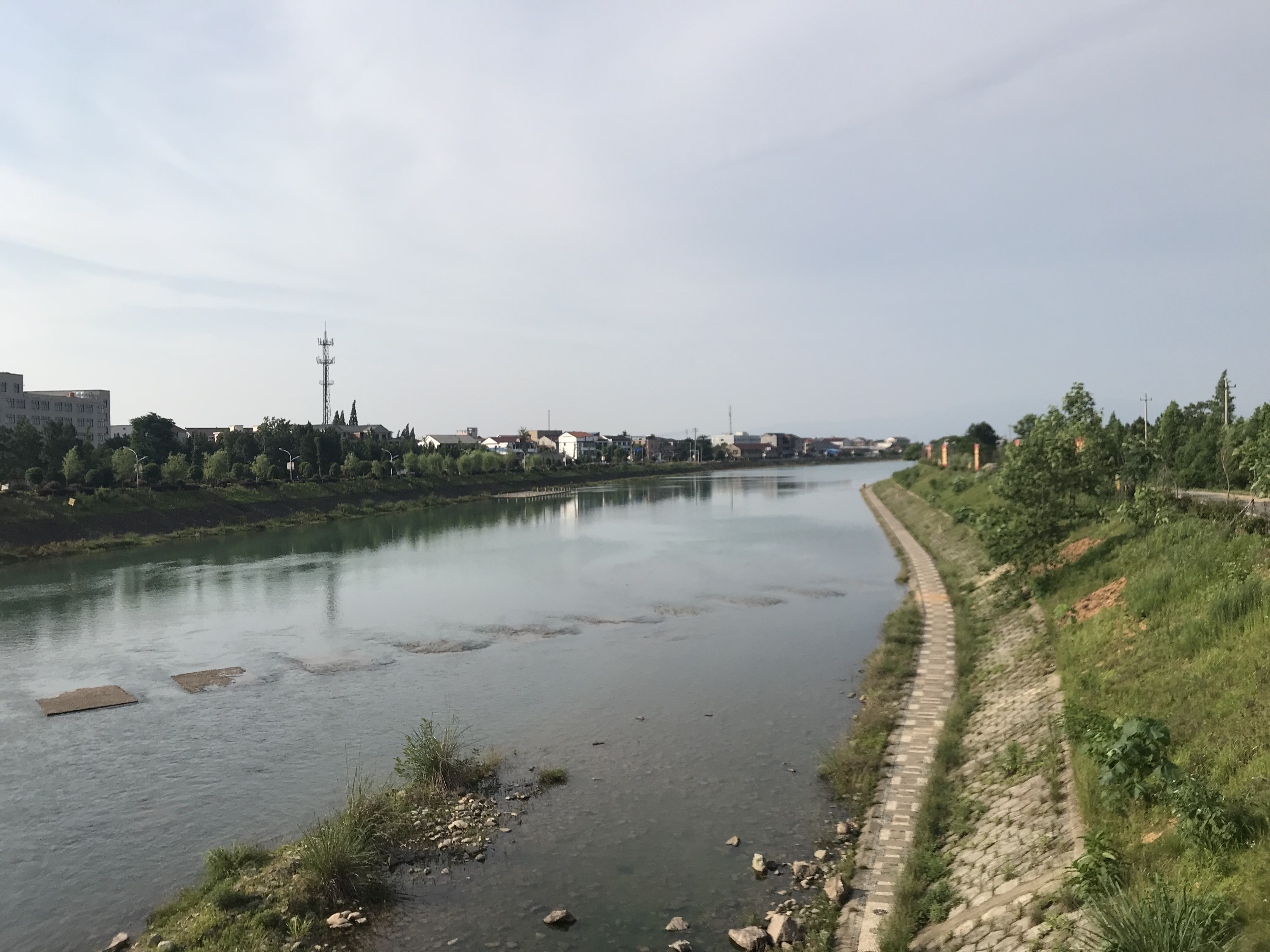
金华市婺城区琅琊镇河段。

白沙溪，位于中华人民共和国浙江省西南部，是金华江左岸支流，发源于丽水市遂昌县云峰街道长溪滩以南的平天岗，蜿蜒向北流经门阵村、金华市婺城区沙畈水库、沙畈乡、金兰水库、琅琊镇、白龙桥镇等地，于金华市区西部，白龙桥镇临江村与东俞村之间汇入金华江。河长68.3千米，流域面积314.9平方千米。